# Thylacosmilidae
De Thylacosmilidae vormen een familie van uitgestorven zoogdieren behorende tot de buideldieren. De familie leefde van het Laat-Mioceen tot het Vroeg-Plioceen in Zuid-Amerika. Zoals andere zogende roofdieren die voor de Great American Biotic Interchange in Zuid-Amerika leefden, waren het Sparassodonta. Deze orde van vleesetende buideldieren had zich daar kunnen ontwikkelen door een langdurig isolement van de rest van de wereld, waar de Carnivora, die tot de placentadieren behoren, een vergelijkbare rol hadden gekregen. Hun opvallendste kenmerk zijn de twee lange, zijdelings afgeplatte slagtanden, een voorbeeld van convergente evolutie met Barbourofelis en de sabeltandtijgers uit het geslacht Smilodon.

## Geschiedenis
Het taxon werd in 1933 door Riggs benoemd om het geslacht Thylacosmilus, waarvan resten in Patagonië waren gevonden, in onder te brengen. Hij gaf het taxon de status van onderfamilie: Thylacosmilinae, en plaatste die in de familie Borhyaenidae, een familie van de Sparassodonta. Hij nam aan dat Thylacosmilus een recenter en meer gespecialiseerd lid van die familie was.
In de loop der jaren werden meer fossiele resten uit het Mioceen en Plioceen gevonden van dieren die aan Thylacosmilus verwant waren. Ze werden als nieuwe soorten in het geslacht Thylacosmilus benoemd of geplaatst in nieuwe geslachten als Achlysictis, Notosmilus en Hyaenodonops. Met die uitbreiding werd de onderfamilie opgewaardeerd tot een familie. Tegenwoordig worden deze namen beschouwd als synoniemen van Thylacosmilus atrox.
Het eerste tegenwoordig nog erkende nieuwe lid van de familie werd toegevoegd in 1997: Anachlysictis gracilis. Dit dier was minder gespecialiseerd dan Thylacosmilus en maakt aannemelijk dat de oorsprong van de familie nog voor het einde van het Mioceen moet liggen. De eigenschappen van zijn tanden suggereren zelfs een verwantschap met basale leden van de Sparassodonta zoals Hondadelphys.
Bovendien heeft men materiaal van een kleine sparassodont met bepaalde eigenschappen van de Thylacosmilidae, hoewel veel minder gespecialiseerd, gevonden in Colombia. Ook zijn ongedetermineerde resten, gevonden in Uruguay en Patagonië en stammend uit het vroege Plioceen, toegeschreven aan de Thylacosmilidae. Het staat echter niet vast dat zij effectief bij de familie horen. Forasiepi and Carlini ontdekten in 2010 nog een nieuw, Argentijns geslacht, Patagosmilus, stammend uit het midden van het Mioceen en met eigenschappen die tussen die van Anachlysictis en Thylacosmilus liggen.
In 2020 werd Eomakhaira beschreven aan de hand van een fossiele schedel uit het Oligoceen in Chili. Dit dier wijst op verwantschap tussen de Thylacosmilidae en de Proborhyaenidae. De auteurs van het beschrijvende artikel stellen dat de Thylacosmilidae beschouwd moeten worden als een onderfamilie van de Proborhyaenidae, als Thylacosmilinae.
Dimartinia geldt als verwant van de Thylacosmilidae en samen vormen ze de Thylacosmiliformes.

## Beschrijving

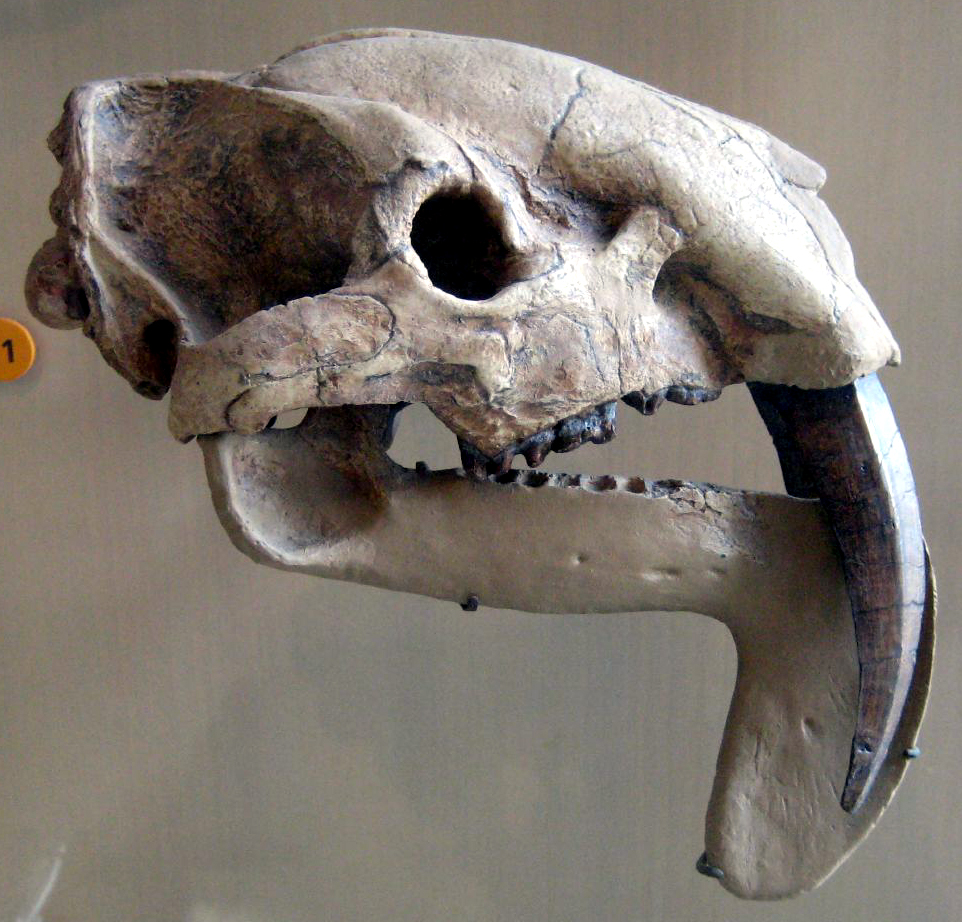
schedel van Thylacosmilus atrox

De familie is waarschijnlijk de best bekende van de Sparassodonta omwille van hun gespecialiseerde schedels en tanden, die oppervlakkig lijken op die van de sabeltandtijgers. Dit wordt vaak aangegeven als voorbeeld van convergente evolutie tussen placenta- en buideldieren. Er zijn echter ook meerdere verschillen tussen de Thylacosmilidae en de sabeltandtijgers: Hun tanden groeiden voortdurend en waren minder gespecialiseerd in het aantal en de grootte van de scheurkiezen. Ook bezaten ze grote botten aan de zijkanten van hun kaken om hun bovenste hoektanden te beschermen.
Bij Thylacosmilus, het laatste en meest gespecialiseerde, gekende lid, zijn de snijtanden erg klein of afwezig en de onderste tanden zwak ontwikkeld en qua vorm lijkend op een duimspijker. Deze eigenschappen zijn niet gekend bij de andere geslachten. Een andere evolutionaire trend van de familie is de reductie van de Musculus masseter en Musculus temporalis, twee van de kauwspieren, wat leidde tot een redelijk zwakke bijtkracht. Dit werd gecompenseerd door de vergroting van de nekspieren om beter het hoofd naar beneden en de tanden in de prooi te kunnen bewegen. Fossielen van de voorpoten van Thylacosmilus, de enige die bekend zijn van de familie, suggereren dat de dieren niet erg snel konden rennen. Ze waren aangepast om kracht uit te oefenen om hun prooien te onderwerpen, niet om te rennen. Ze werden hierbij geholpen door de semiopponeerbaarde duimen.